# Luc Nilis
Luc Nilis (* 25. Mai 1967 in Hasselt) ist ein ehemaliger belgischer Fußballspieler. Nach seinem Karriereende als Aktiver war er unter anderem als Scout oder Assistenztrainer tätig. Seit Sommer 2013, als sein Vertrag als Co-Trainer bei Gençlerbirliği Ankara ausgelaufen war, gilt der Belgier als vereinslos.
Sein 1991 geborener Sohn Arne ist ebenfalls als Fußballspieler aktiv, kam aber bisher nicht über die Drittklassigkeit hinaus.

## Karriere
Nilis war einer der torgefährlichsten Stürmer der 1990er Jahre, der besonders mit seinen spektakulären Toren für Aufsehen sorgte. Er begann seine Profilaufbahn beim RSC Anderlecht, wo er zum Weltklassestürmer und belgischen Nationalspieler heranreifte. Mit dem belgischen Team nahm er an der Weltmeisterschaft 1994 in den USA teil, wo er im Achtelfinale gegen Deutschland ausschied. Nach dem WM-Turnier wechselte er in die Niederlande zur PSV Eindhoven. Nach seiner ersten Saison in Eindhoven wurde er zum Fußballer des Jahres der Niederlande gewählt.
Als Nationalspieler spielte er erneut für Belgien bei der Weltmeisterschaft 1998 in Frankreich. Nilis blieb trotz zahlreicher Abwerbungsversuche vor allem britischer Klubs bis zum Jahre 2000 in Eindhoven. Erst als 33-Jähriger wechselte er nach der Europameisterschaft 2000 in die Premier League zu Aston Villa. Er verletzte sich am 9. September 2000 in einem Ligaspiel gegen Ipswich Town so schwer, dass er im Januar 2001 seine Karriere beenden musste.

## Erfolge und Auszeichnungen

### Verein
RSC Anderlecht (1986–1994)
- Belgische Meisterschaft: 1986/87, 1990/91, 1992/93, 1993/94
- Belgischer Pokal: 1987/88, 1988/89, 1993/94

PSV Eindhoven (1994–2000)
- Niederländische Meisterschaft: 1996/97, 1999/2000
- Johan Cruijff Schaal: 1997

### Persönliche Ehrungen
- Fußballer des Jahres der Ehrendivision: 1995
- Torschützenkönig der Ehrendivision: 1996, 1997[1]